# Nemaschema paracomitessa
Nemaschema paracomitessa är en skalbaggsart som beskrevs av Stefan von Breuning 1978. Nemaschema paracomitessa ingår i släktet Nemaschema och familjen långhorningar. Inga underarter finns listade i Catalogue of Life.